# Papillaria pendula
Papillaria pendula là một loài Rêu trong họ Meteoriaceae. Loài này được (Sull.) Renauld & Cardot mô tả khoa học đầu tiên năm 1873.